# Arbeitskreis für evangelikale Theologie
Der Arbeitskreis für evangelikale Theologie (AfeT e. V.) mit Sitz in Sprockhövel ist ein Forum für die Zusammenarbeit von Dozenten, Professoren und Autoren evangelikaler Theologie im Rahmen der Deutschen Evangelischen Allianz (DEA).

## Geschichte
Die Gründung des AfeT erfolgte durch den missionarischen Impuls, der vom Lausanner Kongress für Weltevangelisation 1974 ausging. Die Gründungsversammlung mit Verabschiedung einer Satzung und Wahl eines Vorstandes durch 17 Theologen, darunter Helmut Burkhardt, fand am 11. und 12. November 1977 in Geisweid bei Siegen statt. Als eine der ersten Aktivitäten wurde 1979 eine AfeT-Studienkonferenz abgehalten, die seither alle zwei Jahre durchgeführt wird. Im September 1997 wurde Herbert H. Klement als Theologischer Referent des AfeT berufen.
1980 wurden erste AfeT-Stipendien vergeben; Empfänger waren Karl-Heinz Michel und Reinhard Frische. Bis 2002 konnten über 50 Personen mit einem Volumen von mehr als 200.000 Euro gefördert werden.
1982 gründete die AfeT den Förderkreis für evangelikale Theologie (FET e. V.), der das Ziel verfolgt, junge evangelikale Theologen mit abgeschlossenem Studium, vor allem Doktoranden und auch Habilitanden, bei der Qualifikation für eine akademische oder entsprechende Lehrtätigkeit in Form von Stipendien und Zuschüssen zu unterstützen.
Seit 1987 wird jährlich zusammen mit der Theologischen Verlagsgemeinschaft (Wuppertal/Zürich) und dem Brunnen-Verlag (Gießen/Basel) ein Literaturpreis, der mit 3000 € dotierte Johann-Tobias-Beck-Preis, vergeben. Er soll der Förderung theologischer Literatur dienen. Namenspatron ist der Theologe Johann Tobias Beck.
1988 wurde das erste Doktorandentreffen veranstaltet. Seither findet das Doktoranden- und Habilitandenkolloquium regelmäßig jährlich statt.
Seit 1991 treffen sich Facharbeitsgruppen. Auf Anregung von Herbert H. Klement nach Gesprächen mit Helmuth Pehlke bildete sich im Bereich des Alten Testaments eine erste AfeT-Facharbeitsgruppe (FAGAT). In der Folge entstanden weitere Facharbeitsgruppen in den Disziplinen Neues Testament (FAGNT), Systematische Theologie (FAGST), Praktische Theologie (FAGPT) und Kirchengeschichte (FAGHT). Seit 2000 besteht in Zusammenarbeit mit der Arbeitsgemeinschaft für evangelikale Missiologie (AfeM) die Facharbeitsgruppe Missionstheologie (FAGMT).
2015 zählte der Mitgliederkreis 130 und 2023 bereits über 200 (in der Regel in Forschung oder Lehre tätige) Theologen, der Freundeskreis etwa 1000 Personen.

## Ziele
- Förderung der Zusammenarbeit und des Informationsaustausches unter evangelikalen Theologen
- Förderung evangelikaler theologischer Literatur, auch durch Druckkostenzuschüsse
- Förderung des wissenschaftlichen Nachwuchses, auch durch Vergabe von Stipendien

## Aktivitäten
Es werden Studienkonferenzen – in zweijährlichem Wechsel mit der Konferenz der „Gemeinschaft europäischer evangelikaler Theologen“ (GEET) – und Kolloquien zu theologischen Themen organisiert. Mitglieder und Freunde des AfeT treffen sich zum Austausch in Facharbeitsgruppen folgender Bereiche: Altes Testament, Neues Testament, Kirchengeschichte, Systematische Theologie, Praktische Theologie und Missionstheologie.

## Leitung
Zum ersten Vorstand gehörten 1977 als Vorsitzender Helmut Burkhardt, als Stellvertreter Siegfried Liebschner und Ludwig Rott, als Schriftführer Helmuth Egelkraut, ferner Ulrich Betz, Gerhard Bergmann und Wilhelm Gilbert. Von 1993 bis 2013 hatte Rolf Hille (Heilbronn) das Amt des Vorsitzenden inne. Sein Nachfolger ist Christoph Raedel.
Seit Oktober 2021 gehören zum geschäftsführenden Vorstand:
- Vorsitzender: Christoph Raedel (FTH Gießen), Professor für Systematische Theologie
- stellv. Vorsitzender: Roland Deines (IHL Bad Liebenzell) und Bernhard Olpen (Erzhausen)
- Schriftführer: Julius Steinberg (TH Ewersbach)
- Kassiererin: Christine Adolphs (CVJM Waldbröl)
- Detlef Häußer (ETH, Marburg), Ekkehart Vetter, (DEA), Armin Daniel Baum (Gießen), Matthias Deuschle (Tübingen)

## Publikationen
- Jahrbuch für Evangelikale Theologie (JETh), seit 1987
- Evangelikale Theologie – Mitteilungen (ETM), 1995–2014, Erscheinungsweise: halbjährlich
- Konferenzberichte der Studienkonferenzen
- AfeT-Newsletter (online)